# Șvabi

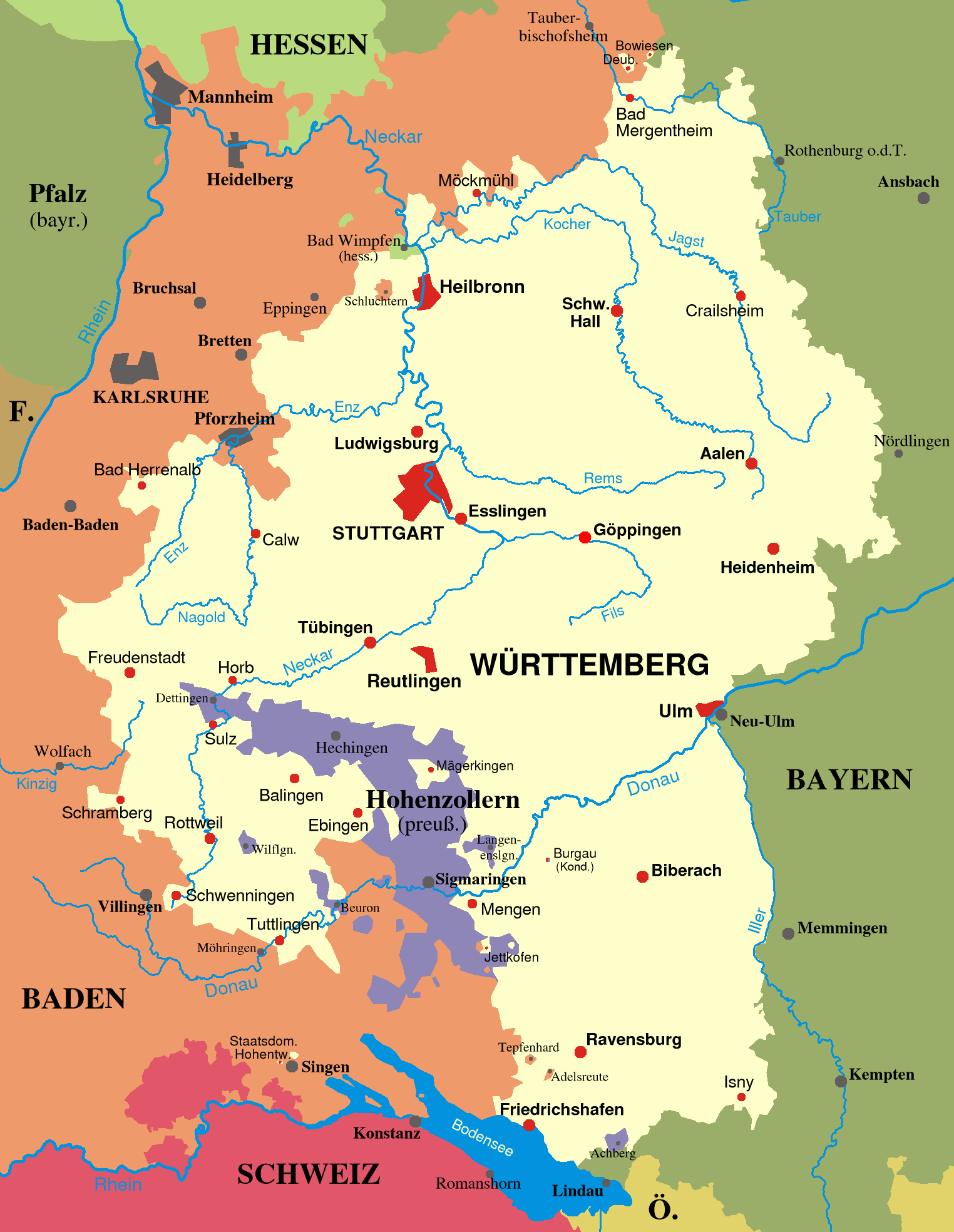
Württemberg 1810-1945

Șvabii (germ. Schwaben) sunt un grup etnic german, aceștia fiind numiți în trecut „suabi”, nume ce corespunde parțial „alemannilor”. Regiunea locuită de șvabi în Evul Mediu exista sub forma „Comitatului Șvabilor” (Herzogtum Schwaben, literalmente Ducatul Șvabilor/Șvabia). 
Termenul „Țara Șvabilor”, dacă este folosit pentru teritoriul „Württemberg”, corespunde numai parțial realității, deoarece acest teritoriu se întindea până în Germania de nord, unde însă nu locuiau șvabi ci saxoni.
Majoritatea șvabilor de azi trăiesc în landul Baden-Württemberg și în regiunea administrativă Șvabia din landul Bavaria, numite împreună regiunea tradițională Suabia sau Șvabia.